# Brian Peck
Brian Peck (12 de julio de 1960) es un ex actor y coach de dialogo estadounidense, condenado como criminal sexual en 2004 a 16 meses de prisión por abuso sexual infantil.

## Carrera
Como actor, Peck es conocido por su papel de Scuz en The Return of the Living Dead así como por Pickle Boy (Chico Pepinillo) en All That, el último de los cuales lo empleó como entrenador de diálogo.  Peck también apareció en Boy Meets World,  Growing Pains  y The Amanda Show. También dirigió la película de antología de comedia y terror The Willies (1990).  Fue doble de cuerpo de Kirk Cameron en Growing Pains.
Después de salir de prisión, fue contratado para trabajar en la serie de Disney Channel The Suite Life of Zack & Cody. Hizo trabajos de doblaje durante tres episodios, pero luego fue despedido después de que los ejecutivos de Disney se enteraran de su condena y de inmediato sus líneas de voz y créditos en pantalla fueron reemplazados; nunca estuvo en el set ni interactuó con el elenco o el equipo del programa.
A pesar de sus antecedentes penales y su registro como delincuente sexual, Peck logró conseguir empleo en varios papeles menores en múltiples trabajos en la industria del entretenimiento entre 2006 y 2019.

## Conducta criminal
Peck fue arrestado el 19 de agosto de 2003 por conducta lasciva con un menor, acusado de 11 cargos. En marzo de 2024, en la serie documental de Investigation Discovery Quiet on Set: The Dark Side of Kids TV, se reveló que la estrella de Nickelodeon Drake Bell, con quien Peck trabajó en The Amanda Show, era la víctima. En 2004, Peck fue declarado culpable de dos cargos y sentenciado a cumplir 16 meses de prisión. Se registró como agresor sexual. El arresto y la condena de Peck también aparecieron en el documental de 2014 An Open Secret.
Más de 40 amigos y familiares de Peck escribieron cartas al juez presidente en apoyo de él, incluidos los actores James Marsden, Kimmy Robertson, Taran Killam, Alan Thicke, Joanna Kerns, Rider Strong y Will Friedle, junto con el director Rich Correll y el productor Tom DeSanto. Al escuchar más detalles sobre el caso, algunos han expresado su pesar por haber mostrado su apoyo, incluidos Kerns, Strong, Friedle y DeSanto.

## Filmografía

### Cine
| Año  | Título                                      | Personaje                                  | Notas                          |
| ---- | ------------------------------------------- | ------------------------------------------ | ------------------------------ |
| 1982 | The Last American Virgin                    | Victor                                     |                                |
| 1985 | Return of the Living Dead                   | Scuz                                       |                                |
| 1987 | Like Father Like Son                        | Pasante con paciente cardíaco              |                                |
| 1988 | Return of the Living Dead Part II           | Zombie Especial                            |                                |
| 1990 | The Willies                                 | Director                                   | También productor ejecutivo    |
| 1993 | Return of the Living Dead 3                 | Técnico balístico                          |                                |
| 1994 | Angel 4: Undercover                         | Vendedor de guitarras                      | También coach de diálogo       |
| 1995 | Children of the Corn III: Urban Harvest     | Jake                                       | También ADR y coach de diálogo |
| 1997 | Good Burger                                 | Cliente molesto                            |                                |
| 1999 | Man on the Moon                             | Anunciador de Fridays                      |                                |
| 2000 | X-Men                                       | Vendedor de Hot Dogs                       | Desacreditado                  |
| 2003 | Holes                                       | Townsman in Classroom                      | También coach de dialogo       |
| 2003 | X2                                          | Conductor de noticias                      |                                |
| 2005 | Love Wrecked                                | Reportero de TV #1                         | También coach de diálogo       |
| 2006 | Outlaw Trail: The Treasure of Butch Cassidy | Clay                                       | También productor asociado     |
| 2007 | House of Fears                              | Risa malvada                               | Voz                            |
| 2008 | Forever Strong                              | Colton McDonald También productor asociado |                                |
| 2008 | Bedtime Stories                             | Bugsy Hero                                 | Desacreditado                  |
| 2009 | Bitch Slap                                  | Lugar Incorrecto - Momento Incorrecto      | También productor asociado     |
| 2015 | Freaks of Nature                            | Papá Zombie                                |                                |

### Televisión
| Año       | Título                                 | Personaje                           | Notas                                           |
| --------- | -------------------------------------- | ----------------------------------- | ----------------------------------------------- |
| 1988–1991 | Growing Pains                          | Varios personajes                   | Also a body double for Kirk Cameron             |
| 1990      | Just the Ten of Us                     | Doorman                             | S1E4: "Poetic Justice"                          |
| 1993      | Home Free                              | Guy                                 | S3E14: "Prime Time"                             |
| 1995      | The Mommies                            | Minister                            | S2E13: "Four Mommies and a Funeral"             |
| 1995–1997 | The Twisted Tales of Felix the Cat     | Mr. Jolly                           |                                                 |
| 1996      | The Tick                               | Baron Violent                       | S3E4: "The Tick vs. Arthur"                     |
| 1997      | Kenan & Kel                            | Presentador de la loteria           | S2E3: "La Loteria"                              |
| 1997      | Clueless                               | Dr. Bongo                           | S2E10: "Intruder Spawn"                         |
| 1998–1999 | Guys Like Us                           | Customer #2/Mr. Happy Pants         | Two episodes                                    |
| 1999      | Boy Meets World                        | Varios personajes                   | Two episodes; also stand-in                     |
| 2000–2002 | All That                               | Chico pepinillos y otros personajes | 11 episodes; also dialogue coach                |
| 2001      | The Amanda Show                        | Varios personajes                   | Three episodes; also dialogue coach             |
| 2002–2003 | What I Like About You                  | Store Employee/Guy #1               | Two episodes; also dialogue coach               |
| 2006–2007 | The Suite Life of Zack & Cody          | Mirror                              | Tres episodios; voice later replaced            |
| 2013      | Anger Management                       | TMZ Announcer                       | Uncredited; also dialogue coach                 |
| 2018      | Animal Showdown                        | Narrador                            |                                                 |
| 2024      | Quiet on Set: The Dark Side of Kids TV | El mismo                            | Docuserie de Investigation Discovery (archivos) |

### Videojuegos
| Año  | Título                            | Role    | Notas |
| ---- | --------------------------------- | ------- | ----- |
| 2001 | Jak y Daxter: El legado precursor | Jugador |       |